# Itamaracá
Itamaracá là một đô thị thuộc bang Pernambuco, Brasil. Đô thị này có diện tích 65,4 km², dân số năm 2007 là 18522 người, mật độ 283,2 người/km².